# Maradék (település)
Maradék (Марадик/Maradik) település Szerbiában, a Szerémségben.

## Fekvése
Zimonytól 40 km-re északnyugatra, Újvidéktől 20 km-re délkeletre  fekvő település.

## Története
Maradék területe már az ókorban is lakott hely volt, melyet az itt talált római korból származó település nyomai is bizonyítanak.
Nevét 1498-ban említette először oklevél poss Maradék néven.
A török hódoltság alatt magyar lakossága elpusztult, helyébe szerbek és horvátok költöztek.
1764-ben két másik vármegyével együtt Fiuméért cserébe Horvátország része lett.
1830 körül lakói túlnyomórészt szerbek voltak.
1851-ben Fényes Elek rác, sokác faluként említette, később,  a század közepe után dunántúli és bácskai református magyar telepesek érkeztek Temerinből, Moholról, Kuláról és Cservenkáról.

## Demográfiai változások
| 1948 | 1953 | 1961 | 1971 | 1981 | 1991 | 2002 |
| ---- | ---- | ---- | ---- | ---- | ---- | ---- |
| 2597 | 2766 | 2651 | 2350 | 2255 | 2120 | 2298 |